# Palatul Golestan
Palatul Golestan (în limba persană کاخ گلستان, pronunțat Kāḫ-e Golestān) este una dintre cele mai vechi edificii ale Teheranului și a fost inclus pe lista monumentelor UNESCO în 2013.

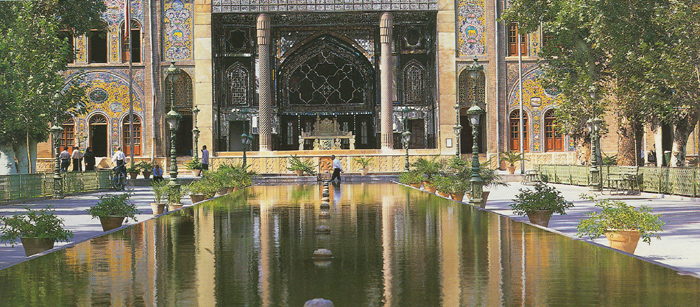
Palatul Golestan.

Cea mai veche dintre monumentele istorice din Teheran, Palatul Golestan aparține unui grup de clădiri regale, care au fost odată îngrădite de zidurile de paie și nămol ale fortăreței istorice „Arg” a Teheranului. Datând din perioada dinastei Safavide, palatul reprezintă fosta reședință imperială a șahilor, în prezent muzeu și reședință oficială ai înalților oaspeți ai statului iranian. Complexul este alcătuit din 17 palate, muzee și galerii împodobite cu mozaicuri.
Teheranul are foarte puține zone istorice păstrate deoarece, la începutul secolului XX, Reza Șah a considerat că orașul nu trebuie să fie împedicat să se dezvolte de către vestigiile de odinioară, astfel încat s-a demolat și s-a replanificat excesiv. Totuși, aproape de centrul orașului, dăinuie Palatul Golestan, locul de unde dinastia Qajară a condus țara vreme de aproape 200 de ani. Ce s-a păstrat din fostul palat arată ca un amestec dintre un mic Versailles sau Schonbrunn combinat cu elemente orientale. Este un amestec în mod egal interesant și inedit, cu un tron de marmură ce aparține foștilor regi, cu săli imense cu o multitudine de oglinzi și cu o curte interioară plină de verdeață și de liniște într-un oraș atât de aglomerat.

## Istorie
Complexul Golestan este tot ce a rămas din fortareața istorică Teheran - „Arg”. Cetatea a fost construită în timpul domniei lui Tahmasp I (1524-1576) din dinastia Safavidă, și mai târziu, a fost renovată de către Karim_Khan Karim Khan Zand (1750-1779). Odată ce Agha Mohammad Khan Qajar (1742-1797) a ales orașul Teheran drept capitala guvernării sale, Curtea și Palatul Golestan au devenit reședința oficială a familiei regale Qajare, în special în timpul și în urma domniei lui Fath Ali Shah. Palatul a fost reconstruit în forma sa actuală în 1865 de către Haji Abolhasan Mimar Navai.
Palatul Golestan a fost construit în secolul al XVI-lea, pe vremea când Persia era condusă de dinastia Safavidă. Palatul a fost extins în secolul al XIX-lea când a găzduit curtea regilor persani din dinastia Qajară. Complexul este un ansamblu format din 17 palate transformate acum în muzee și accesibile publicului ce se întind pe o suprafață de 104 hectare. Palatul Golestan a activat ca centru al artei și arhitecturii persane în perioada dinastiei Qajare, păstrând contemporanilor minunăți artistice ale Persiei medievale. Acest complex exemplifică curentul inovator din arta persană medievală, îmbinarea artei cu artizanatul și arhitectura. În Palatul Golestan, elemente ale arhitecturii occidentale de secol XVIII se împletesc cu formele clasice ale Orientului Mijlociu.

### 1853-1858
În prima fază, prim-ministrul lui Naser al-Din Shah, Amir Kabir, a cumpărat terenul la est de grădina palatului, adăugându-l la complexul Golestan. Prima modificare a fost adaugarea unui muzeu de arme regale, situat pe partea de est a edificiului Qasr-e Golestan. La momentul respectiv, conglomeratul alcătuit din Qasr-e Golestan, noul muzeu și alte câteva clădiri la vest, a fost cunoscut sub numele de „Imarat-e Khorouji”. În aceeași perioadă, reconstrucții majore au fost efectuate pentru „Imarat-e Badgir” (1853).

### 1858-1868
În a doua fază, orașul Teheran a fost extins și reconstruit de Naser al-Din Shah. El a făcut un nou zid de apărare, cu douăsprezece porți de intrare în jurul orașului, Hisar-e Naseri, mărind perimetrul orasului (1867). În interiorul frontierelor acestui nou zid, citadela „Arg” era localizată în zona centrală. Lucrările majore al acestei faze în Palatul Golestan a fost construirea „Shams al-Imarat” pe colțul de sud-est al grădinii Golestan. Această clădire de cinci etaje, cu două turnuri de flancare a fost finalizată în 1867. La scurt timp după, „Andarun” (zona femeilor) a fost construită pe partea de nord a „Imarat-e Takht-e Marmar”, și clădirea „Talar-e Aaj” a fost construită pe partea de vest a „Imarat-e Bolour”.

### 1868-1878
„Tekie-e Dowlat”, o clădire desemnată spectacolelor religioase și ceremoniilor, a fost construită la sud de „Talar-e Almas” între 1868 și 1873. A fost cea mai mare clădire construită de către Naser al-Din Shah în cadrul complexului Golestan. Unele modificări necesare cladirilor la est și sud de grădină au fost efectuate în scopul de a le conecta la „Tekie-e Dowlat”. După ce a călătorit de două ori în Europa între 1873 și 1882, Naser al-Din Shah a fost foarte mult influențat de neoclasicismul secolului al XIX-lea. În 1873, el a inițiat construirea unei serii de clădiri cu o continuă fațadă cu două etaje de pe partea de nord a grădinii Golestan și partea de vest a „Talar-e Aaj”. Aceste construcții au dus la demolarea unei părți semnificative a „Khalvat-e Karim Khani”. Acest nou complex a inclus o sală principală de audiențe – „Talar-e Ayeneh”, o clădire muzeu și alte săli adiacente mai mici. „Talar-e Mouze”, mai târziu redenumită „Talar-e Salam”, a fost prima clădire din Iran concepută ca un muzeu. Aceasta a găzduit colecția de antichități a lui Naser Al-Dim Shah, precum și cadouri făcute suveranului.

### 1878-1882
În 1878, „Imarat-e Khorouji”, inclusiv „Qasr-e Golestan” construită sub Fath Ali Shah, au fost demolate și înlocuite cu piscine, terenuri de iarbă, flori și copaci.

### 1882-1895
„Imarat-e Khabgah” a fost ridicat în 1885 pe partea de nord a complexului Golestan la vest de „Andarun”. În 1886, „Imarat-e Bolour” a fost demolată, cu excepția subsolului. În locul său a fost ridicată actuala „Imarat-e Brelian”. Ultima clădire adăugată la Golestan a fost „Kakh-e Ab'yaz” în 1891. Spre deosebire de celelalte clădiri din complex, această clădire dreptunghiulară cu două etaje are o arhitectură complet europeană și neoclasică, cu nicio urmă de modele și influențe islamice sau ornamente. Această clădire, situată în colțul de sud-vest al grădinii Golestan, găzduiește în prezent „Muzeul Etnografic din Teheran”.

### Dinastia Pahlavi
În această perioadă, citadela „Arg” a suferit modificări semnificative. Deși atât Reza Shah (1925-1941 ), cât și fiul său, Mohammad Reza Shah ( reg. 1941-1979 ) au fost încoronați în Palatul Golestan, Reza Shah a mutat reședința la Palatul Sa`ad Abad în partea de nord a Teheranului, Palatul Golestan fiind folosit numai pentru a găzdui oaspeții străini importanți. În timpul domniei sale, aproximativ trei sferturi din complexul Golestan au fost demolate pentru a face loc clădirilor moderne de birouri. Din fostul complex Golestan au supraviețuit numai „Imarat-e Takht-i Marmar”, sălile de audiență, „Shams al-Imarat”, „Imarat-e Badgir”, „Kakh-e Abyaz ”și „Talar-i Aaj”. Pe partea de sud a complexului, „Tekie-e Dowlat” a fost demolată în 1946, fiind construită pe locul său filiala „Bazaar” a Băncii Naționale. Pe partea de nord a complexului, „Andarun” și „Imarat-e Khabgah” au fost demolate la începutul anilor 1960 urmând a fi construite aici Ministerele Finanțelor și Justiției. Strada Na'yeb al-Saltana, cunoscută în prezent ca „Davar”, cuprinsă anterior în cadrul complexului, este acum o stradă publică ce se învecinează cu Palatul Golestan în partea sa vestică.

## Structura complexului
Curtea Regală și Resedința regelui ocupau mai mult de o treime din „Arg” și, întocmai precum o casă tradițională iraniană, avea două sectoare interioare si două exterioare. Sectoarele exterioare au format secțiunea administrativă a curții regale și o piață publică în formă de grădină, cunoscută sub numele de „Golestan” (grădină de trandafiri). Aceste două părți erau separate de mai multe clădiri care au fost distruse în perioada Pahlavi.
Sectoarele interioare au fost situate la est de secțiunea administrativă si la nord de grădina Golestan. Aveau o curte mare care gazduia inclusiv reședințele femeilor din dinastie, cu o cladire imensă în mijloc care, de fapt, era „Harem-ul Sari" (haremul ascuns). Aceste clădiri au fost distruse în perioada Pahlavi și Ministerul Afacerilor Economice și al Finanțelor a fost construit în locul lor.
Între 1925 și 1945 o mare parte a clădirilor Palatului au fost distruse din ordinul lui Reza Shah, care era de părere că orașul nu trebuie să fie sufocat de cladiri vechi Qajare, lasând loc unui oraș modern astfel încât in locul clădirilor vechi, în anii 1950 și 1960 au fost ridicate clădiri comerciale moderne. În forma sa actuală, Palatul Golestan este rezultatul unei continue construcții și renovări de aproximativ 400 de ani. În timpul erei Pahlavi, palatul Golestan a fost folosit pentru recepții regale oficiale, dinastia Pahlavi construindu-și propriul palat la Niavaran. Cele mai importante ceremonii care au avut loc în Palat în timpul epocii Pahlavi au fost încoronările regelui Reza Shah și a fiului său, Mohammad Reza Shah. În prezent, complexul Palatului Golestan este format din opt structuri – cheie ale palatului, în cea mai mare parte folosite ca muzee și grădini omonime, cu un centru comun și verde al complexului, înconjurat de un perete exterior cu porți.
În forma sa actuală, complexul cuprinde mai multe clădiri și săli, inclusiv: „Imarat-e Takht-i Marmar”, (numit, de asemenea, și Sala Tronului de Marmura, „Iwan-e Takht-e Marmar” sau „Iwan-e Marmar”- 1759), „Khalvat-e Karim Khani” (Palatul Karim Khani - 1759), „Talar-e Almas” (Sala Diamantelor - 1801), „Imarat-e Badgir” ( Sala Turnurilor de Vânt -1813), „Talar-e Aaj” (Sala de fildeș - 1863), „Shams al-Imarat” (Sala Soarelui - 1866), „Talar-e Salam” ( Sala de audiențe - 1874), „Mouze-y Makhsous” (Muzeul special- 1874), „Talar-e Ayeneh” (Sala Oglinzilor - 1874), „Imarat-e Brelian” („Talar-e Brelian”, sau Sala de diamante strălucitoare - 1874), „Kakh-e Abyaz” (Palatul alb - 1890) și „Chador Khaneh” (Casa Cortului).

### Sala Tronului de Marmură („Imarat-e Takht-e Marmar”)

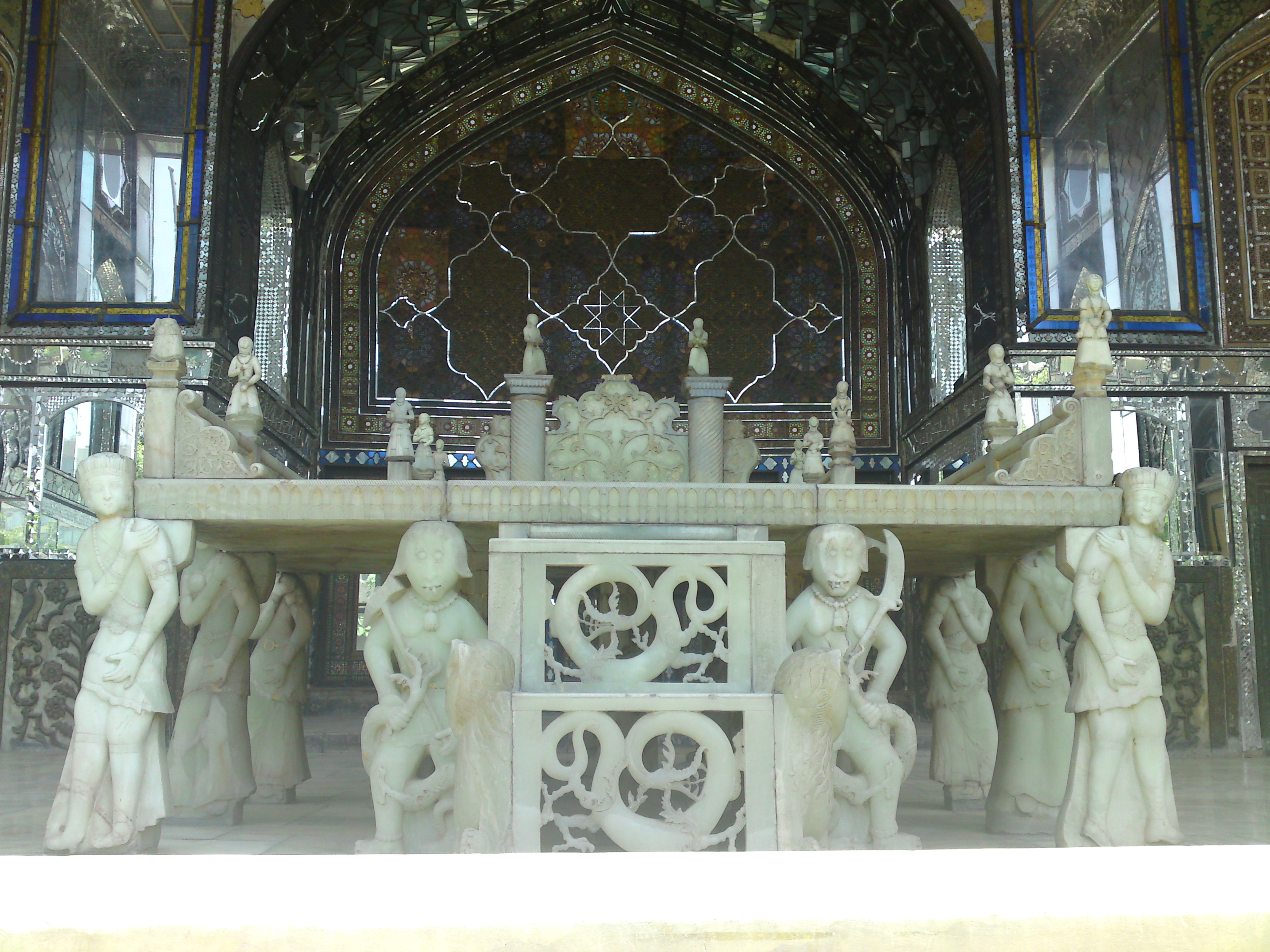
Takht Marmar.

Sala Tronului de Marmură sau Dar-al - Hokumeh a fost folosită pentru recepțiile oficiale date de regi, în timp ce gradinile interioare ale Palatul Golestan au fost folosite pentru întâlniri private și sărbători nocturne. Gradina în formă de pătrat, înconjurată de diverse clădiri și săli, a fost împărțită în două, separate de o cladire bifurcată cunoscută sub numele de clădirea exterioa pe timpul lui Fath Ali Shah. Această clădire, construită pe o axă est-vest, a fost distrusă în timpul lui Nassereddin Shah, astfel încât gradina și-a recâștigat integritatea. La început au existat două piscine mari, una in fața „Shams al-Imarat” și Turnurilor de Vant și alta în fața „Sălii Oglinzilor”. Două bazine au fost conectate între ele printr-o conductă lungă, de-a lungul clădiriilor exterioare. Sensibilitatea artiștilor iranieni, susținută de abilitățile de arhitectură, pictură, sculptură în piatră, lucru n faianță, tehnica oglinzilor, emailare, prelucrarea lemnului etc au creat capodopere de neuitat printre vechile palate regale. Shah-ul a primit oameni din diferite medii sociale în timpul ceremoniilor oficiale pe tronul acestei verande. În 1806, Fath Ali Shah le-a poruncit sculptorilor în piatră de la Isfahan să facă un tron din faimoasa marmură de Yazd. Acesta a fost plasat în mijlocul Iwan-ului (terasă). Tronul este realizat din șaizeci și cinci de bucăți de marmură și a fost proiectat de către Mirza Baba Naghash Bashi. Mohammad Ebrahim, însarcinatul curtii regale, a supravegheat construcția acestei capodopere. Patul tronului se desfășoară pe umerii unor îngeri și demoni sculptati în piatră, iar treptele sale sunt decorate cu dragoni și doi lei. Se pare că Iwan, mai veche decât alte parti are cetății Arg, este un monument din perioada Zand, construită în timpul domniei lui Karim Khan. Arhitectura și ornamentele acestei verande au fost modificate ulterior în timpul domniilor lui Fath Ali Shah și Nassereddin Shah. Încoronarea regilor Qajari, precum și diverse alte ceremonii oficiale au fost efectuate de la acest Iwan. Ultima dintre aceste ceremonii a fost încoronarea lui Reza Khan în 1925.

### Sala Oglinzilor („Talar-e Ayeneh”)
Sala Oglinzilor este situată la vest de Sala de recepție. Este una dintre cele mai renumite Săli ale Palatului Golestan. A fost construită în același timp cu „Sala de recepție” între 1874 și 1877 Această sală a fost dedicată tronului Păunului („Takht-e Tavous”) și Coroanei Kianid atunci când obiectele din vechiul muzeu au fost mutate in noul muzeu. Sala datorează o mare parte din faima sa ornamentației sale și chiar portretizarii ei într-un tablou creat de Mirza Mohammad Khan Kamalolmolk în 1891 care poate fi vizionat în înteriorului Palatului.

### Sala de Fildeș („Talar-e Aaj”)
Sala de Fildeș este situată la vest de Sala de diamante stralucitoare, dincolo de Sala Oglinzilor. A fost construită sub porunca lui Nassereddin Shah în perioada Qajară. În timpul domniei lui Nassereddin Shah a fost folosita pentru păstrarea cadourilor primite de la țările străine. În perioada Pahlavi, a fost locul de desfășurare a festivităților oficiale și a sărbătorilor. Interiorul sau s-a schimbat în mare măsură, iar camera de vară de dedesubtul acestia a fost transformata într-o galerie de artă.

### Clădirea dormitoarelor
Între Sala de diamante stralucitoare și colțul de nord-est a gradinii a fost o dată o plantație de citrice care a fost demolată la începutul domniei lui Reza Khan. În 1959, un nou complex de dormitoare și clădiri administrative a fost construit pe acest loc, pentru a deservi vizitei Reginei Elisabeta II. Ulterior, această clădire a fost folosită pentru a găzdui șefi de state. Ultima dată când a fost utilizat ca atare, a fost în 1979, în timpul monarhului chinez.

### Sala diamantelor stralucitoare („Imarat-e Brelian sau Talar-e Brelian”)
Există mai multe săli și camere spectaculoase de la est de Sala de Fildeș. Etajele acestor camere sunt mai mici decât cele ale altor săli. În timpul perioadei Pahlavi, a fost folosită pentru întâlniri oficiale cu șefi de stat și alte ceremonii importante.

### Sala Turnurilor de Vant („Imarat-e Badgir”)
Sala Turnurilor de Vant se află pe aripa de sud a grădinii. Construită în timpul domniei lui Fath Ali Shah, a fost modificată în mod dramatic de catre Nassereddin Shah. Sub sala principală există o cameră mare de vară. Fiecare colț are un turn inalt de vânt acoperit cu placi glazurate albastre, galbene și negre și o cupolă de aur. Vânt care vine prin aceste turnuri ajuta la racirea camerei de vara, a holului și a altor săli si camere. Aceasta cameră de vara este acum folosită drept „Aks Khaneh” – Sala fotografiilor în care sunt prezentate multe fotografii din perioada Qajară, multe facute de Naser al-Din Shah însuși.

### Camera corturilor („Chador – Khaneh”)
Camera corturilor este situată între Sala Turnurilor de Vant și Sala diamantelor stralucitoare. Acesta a fost locul unde au fost depozitate corturile regale, folosite în timpul călătoriilor regilor. În prezent, această clădire este folosită pentru găzduirea expozițiilor temporare.

### Sala de Recepție („Talar-e Salam”)

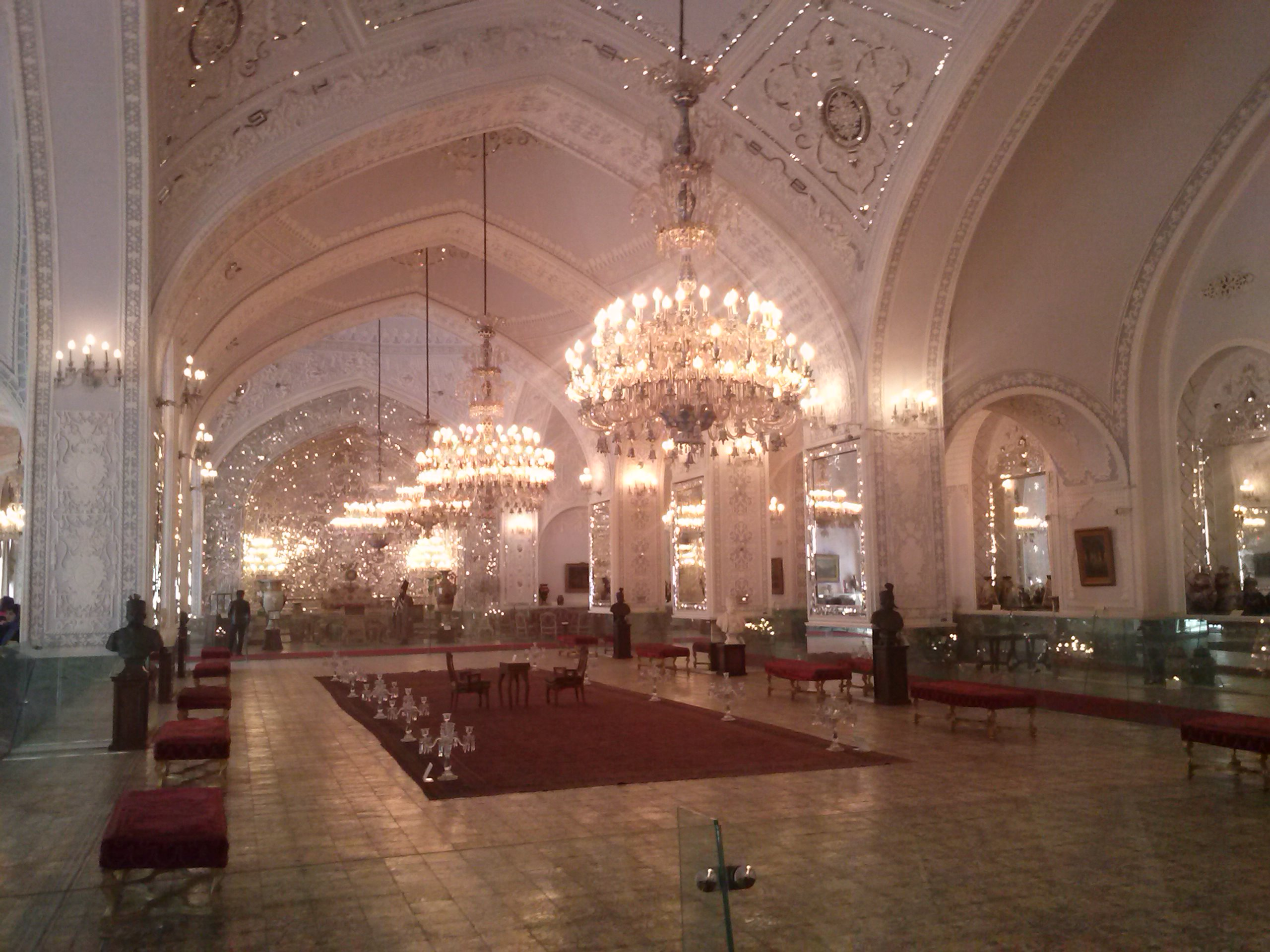
Holul de primirea inaltilor oficiali.

La întoarcerea sa din Europa în 1869, după ce a vizitat mai multe galerii de artă și muzee, Nassereddin Shah a decis construirea unor săli similare și în Arg. El a poruncit distrugerea clădirilor exterioare și construirea unora noi, pe aripa de nord-vest a Golestan-ului. Aceste clădiri au inclus Sala Oglinzilor și Camera Muzeului. Construcția Sălii de Recepție a început în 1870 și s-a încheiat în 1873. Cu toate acestea, nu a fost folosită până în anul 1878, din cauza multitudinii de ornamente care urmau a fi finalizate. Cu ocazia încoronării lui Mohammad Reza din 1966 s-a ajuns la forma actual a acestei Săli. Camera de vară de la subsol a fost împărțită în două părți. Partea de est, numit Sala Specială (Muzeul Special) este dedicată artelor din perioada Qajară. Partea de vest, cunoscută sub numele de Galeria de Artă, este un muzeu dedicat picturilor din epoca Qajară.

### Sala Diamantelor („Talar-e Almas”)
Sala Diamantelor se află pe aripa de sud a Palatului Golestan, pe lângă Sala Turnurilor de Vănt. Aceasta a fost construită în timpul domniei lui Fath Ali Shah, dar aspectul și ornamente sale au fost modificate de catre Nassereddin Shah. Este numită astfel datorită ornamentelor din oglindă. Partea de nord a sălii este decorată cu ferestre mari cu zăbrele din lemn cu sticlă colorată, cunoscute sub numele de „Orosi”.

### Palatul Alb („Kakh-e Abyaz”)
Spre sfârșitul domniei lui Nassereddin Shah, sultanul otoman Abdulhamid a trimis câteva daruri prețioase Șahului Iranului. În timp ce la acel moment aproape toate palatele regale erau decorate cu picturi și mobilier, Shahul a decis să aibă un nou palat construit în aripa de sud-vest pentru a servi drept depozit pentru cadouri. Clădirea albă din secolul al XVIII-lea în stil european, a fost numită astfel datorită culorii stucului și a pietrele din marmură albă care au acoperit holul și scara acestuia. De la bun început cladirea a deservit cabinetului Primului Ministru. În 1965, aripa de vest și parterul au fost modificate cu ocazia încoronării lui Mohammad Reza Pahlavi. Din 1968, clădirea a devenit „Muzeul de Antropologie” și afișează unele dintre cele mai vechi artefacte din Iran.

### Sala Soarelui („Shams-ol Emareh”)
Această clădire este una dintre cele mai remarcabile din cadrul complexului Golestan și cea mai bine întreținută din aripa de est. Înainte de călătoria sa în Europa, Nassereddin Shah a decis să construiască o clădire în stil european pentru a putea viziona panorama orașului de la balcon. Astfel, cea mai înaltă clădire din Palatul Golestan a fost concepută ca o reședință privată de Moayer al-Mamaalek. Construită de către arhitectul Ustad Mohammad - Ali Kashi 1865-1867, clădirea îmbină arhitectura persană și europeană într-o structură cu cinci etaje, cu două turnuri de flancare acoperite cu o turelă. Între cele două turnuri sunt două seturi de camere cu un al treilea turn cu ceas deasupra lor. Clădirea a fost folosită drept observator Șahului pentru vizualizarea orașului Teheran și a împrejurimilor sale. Exteriorul clădirii este decorat cu gresie policromă și arcade străpunse de ferestre cu zăbrele din lemn cu vitralii colorate.

### „Tekie-i Dowlat”
„Tekie-i Dowlat” a fost cea mai mare clădire din cadrul complexul Golestan. Construită între 1868 și 1873, a fost demolată în 1946 de către Reza Shah. Această clădire destinată teatrului cu trei etaje a avut un plan circular și măsura 60 de metri în diametru și 24 de metri în înălțime. Au fost trei intrări în clădire: intrarea principală in est pentru bărbați, intrarea femeilor în vest și intrarea privată a Șahului în nord, care a fost conectată la grădina Golestan. Tavanul în formă de două jumătați de sferă a fost susținut de opt grinzi, care putea fi drapat cu o membrană pentru a oferi umbră. Fiecare etaj al clădirii era alcătuit din douăzeci de camere, fiecare avand 7,5 metri lățime. Clădirea a fost folosită pentru ta'zieh.

## Patrimoniul cultural mondial
La 11 octombrie 2005, Organizația Patrimoniului Cultural din Iran a prezentat Palatul Golestan la UNESCO pentru a fi inclus pe Lista Patrimoniului Mondial în 2007. Palatul  este operat în prezent de către Organizația Patrimoniului Cultural din Iran. 
Pe data de 23 iunie 2013, Palatul Golestan din Teheran a fost inclus în Patrimoniul Mondial, o listă a celor mai importante locuri ale umanității realizată de UNESCO, ramura culturală a Organizației Națiunilor Unite. Organizația Culturală, Științifică și Educațională a Națiunilor Unite (UNESCO)a luat aceasă decizie la întrunirea anuală cu numărul 37 a Comitetului Patrimoniului Mondial, eveniment care s-a desfășurat la Phnom Phenh în Cambogia.
Conform declarației UNESCO referitoare la Palatul Golestan: „Palatul Golestan este un complex de clădiri istorice din Teheran care au slujit ca reședință pentru dinastia și curtea regală a dinastiei Qajare, dinastie ajunsă la putere în anul 1779 care a transferat capitala Persiei la Teheran. Complexul istoric este format din grădini cu flori minunate, bazine cu apă și fântâni. Principala valoare a complexului este dată de minunatele decorațiuni artistice ce datează din secolul al XIX-lea.”

### Criterii de egibilitate
1. Complexul exemplifică realizările arhitecturale și artistice ale epocii Qajare inclusiv introducerea de motive și stiluri europene în artele persane. Palatul nu a fost folosit numai ca reședință a regilor Qajari, dar, de asemenea, a funcționat si ca un centru de producție artistice în secolul al XIX-lea, prin intermediul căruia a devenit sursa și centrul architectonic și cultural Qajar. Palatul reflectă inspirații artistice de origine europeană, acestea fiind cele mai vechi reprezentări ale stilului european și persan sintetizat, care a devenit atât de caracteristic artei ți arhitecturii iraniene în secolul al XIX-lea și XX. Ca atare, părți ale complexul palatului pot fi văzute ca fiind originile mișcării artistice iraniane moderne.[18]
2. Complexul Golestan reprezintă un exemplu important al fuziunii de artă și arhitectură persană cu stiluri și motive europene și adaptarea și reinterpretarea tehnologiilor de construcții europene, cum ar fi utilizarea de fontă pentru fundațiile clădirilor. Ca atare, Palatul Golestan poate fi considerat un exemplu excepțional de sinteză a artelor monumentale, aspectelor arhitecturale și tehnicilor de construcție între est și vest care a devenit o sursă de inspirație pentru artiști si arhitecți iranieni moderni.[19]
3. Palatul Golestan cuprinde reprezentarea cea mai completă a producției artistice și arhitecturală Qajară și este martorul centrului de putere și artă la momentul respectiv. Prin urmare, este recunoscut ca fiind o mărturie excepțională a epocii Qajare.[20]
4. Palatul Golestan este un prim exemplu al artelor și arhitecturii într-o perioadă semnificativă în Persia, pe tot parcursul secolului al XIX-lea atunci când societatea a fost supusă unui proces de modernizare. Rolul influent al valorilor artistice și arhitecturale din Persia antică, precum și impactul contemporan al Occidentului cu privire la arte și arhitectură au fost integrate într-un nou tip de artă și arhitectură într-o perioadă de tranziție.[21]

### Integritatea complexului
Deși patrimoniul architectural a fost mult mai bogat în trecut și o proporție considerabilă din complex a fost demolată și înlocuită sub conducătorii succesivi, toate elementele care au supraviețuit până în prezent sunt incluse în limitele de proprietate. În prezent, proprietatea este liberă de orice amenințare acută, în special cele care ar putea compromite perspectivele vizuale din cadrul palatului. 
Palatul Golestan este clasificat ca un monument național în conformitate cu Legea pentru Protecția Patrimoniului Național din 1930. Mai mult, a fost tranferat  în proprietatea guvernului în conformitate cu Legea privind achiziționarea de terenuri, construcții și Premise pentru Protecția Proprietăților Istorice din 1969 și, în consecință, este protejat prin mijloace legislative și dreptul de proprietate. Zona tampon este protejată de reglementările legale care au fost aprobate de către ICHHTO. Aceste limitari de construcții și dezvoltare a infrastructurii, tăierea de arbori în scopul creării unei zone pietonale își propune o serie de măsuri de îmbunătățire a fațadelor și a structurilor. Este important ca restricțiile de înălțime din zona tampon și împrejurimile mai înalte ale cartierul istoric din Teheran să fie strict respectate pentru a proteja câmpurile vizuale din interiorul palatului.

## Informații utile
Complexul Palatul Golestan este situat în Piața Ark din Teheran, Iran. Se poate ajunge foarte ușor fie cu transportul în comun, autobuze, taxiuri sau metrou. Stația de metrou corespunzătoare muzeului Golestan se numește „Panzdah-e Khordad”. 